# Холмское городское поселение
Холмское городское поселение — муниципальное образование в Холмском муниципальном районе Новгородской области России.
Административный центр — город Холм.

## История
Холмское городское поселение было образовано в соответствии с законом Новгородской области от 11 ноября 2005 года № 559-ОЗ. 

## Население
| 2009  | 2010  | 2012  | 2013  | 2014  | 2015  | 2016  |
| ----- | ----- | ----- | ----- | ----- | ----- | ----- |
| 3867  | ↘3830 | ↘3829 | ↘3704 | ↘3633 | ↘3552 | ↘3493 |
| 2017  | 2018  | 2019  | 2020  | 2021  |       |       |
| ↘3445 | ↘3422 | ↘3392 | ↘3359 | ↘3214 |       |       |

## Состав городского поселения
| № | Населённый пункт | Тип населённого пункта        | Население |
| - | ---------------- | ----------------------------- | --------- |
| 1 | Холм             | город, административный центр | ↘3214     |